# 矮小稻槎菜
矮小稻槎菜（学名：Lapsana humilis）为菊科稻槎菜属下的一个种。种加名 humilis 意为“低矮的”。